# Ås, Träslövs distrikt
För Åsby i Ås socken, se Åsby.
Ås är en bebyggelse i Träslövs distrikt i Varbergs kommun, Hallands län. Orten var mellan 2005 och 2015 klassad som en småort. 2015 räknade den som en del av tätorten Varberg, för att 2020 åter klassas som separat småort.